# Xatrac menut comú

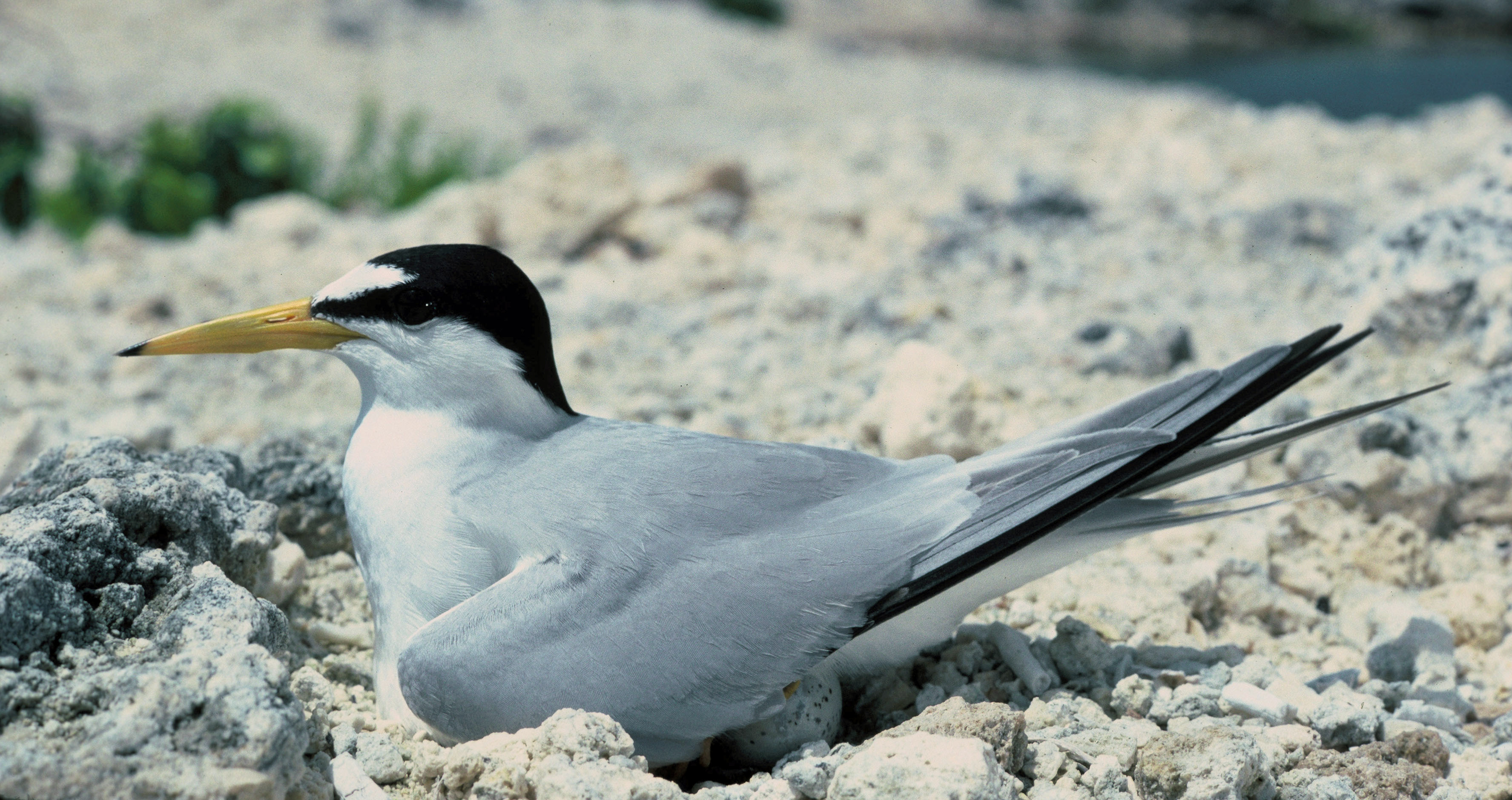
Exemplar de la subespècie Sterna albifrons antillarum.

El xatrac menut comú (Sternula albifrons) és una espècie d'ocell de l'ordre dels caradriformes i el més comú i el més petit dels xatracs. És també conegut com a llambritja menuda (a les Balears) o mongeta (al País Valencià)

## Morfologia
- Fa 24 cm de llargària i 41-47 d'envergadura alar.
- Bec groc amb la punta negra, el front blanc i el pili negre a l'estiu i cendrós a l'hivern (com en tots els xatracs, el plomatge hivernal radica en la pèrdua parcial del color negre del pili).
- Potes grogues.
- Cua relativament curta i poc escotada.

## Subespècies
- Sternula albifrons albifrons (Europa i Àfrica del Nord)
- Sternula albifrons guineae (Àfrica Occidental i central)
- Sternula albifrons sinensis (Àsia oriental i el nord-est d'Austràlia).
- Sternula albifrons antillarum
- Sternula albifrons athalassos

## Reproducció
La posta és de maig a juny en un niu rudimentari que no és sinó una depressió en el sòl amb algunes branques, on la femella diposa d'1 a 7 ous. Les colònies estan situades en platges sense vegetació i prop de l'aigua, cosa que de vegades provoca la pèrdua dels nius per crescudes i l'existència de postes de recanvi. Els dos pares s'alternen en la incubació que dura 22 dies, així com en la vigilància dels pollets (no dubtaran a atacar qualsevol intrús que els amenaci), que a les 4 setmanes ja poden volar.

## Alimentació
Menja petits peixos, crustacis i insectes.

## Hàbitat
S'estableix en colònies, però que, ni de bon tros, són tan grans com les dels xatracs becllargs o les dels xatracs comuns. Les situen en platges o en altres llocs sorrencs, com ribes de llacunes, de basses o d'estanys sempre que siguin litorals.

## Distribució geogràfica
Habita les costes de gairebé tot Europa, i hiverna a les de l'Àfrica Occidental.
Als Països Catalans, es troba com a ocell estiuenc a la costa o, menys freqüentment, com a nidificant a les llacunes del Rosselló, al Delta de l'Ebre, a El Saler valencià i a les salines de Santa Pola. És migratori a les Balears.

## Costums
És un ocell vivaç i de crit agut que empra el picat com a tècnica de caça.
El mascle ofereix peix a la femella com a part de la parada nupcial.

## Observacions
Al principis del segle xix el xatrac menut era un ocell comú a les costes, rius i zones humides europees però al llarg del segle xx les poblacions costaneres van començar a minvar degut a la contaminació, a la pèrdua del seu hàbitat natural i a les interferències humanes. Això ha comportat que l'espècie hagi desaparegut o haig vist disminuït el nombre de les seues poblacions a molts països europeus. Fins i tot, les seues àrees de cria al Danubi, a l'Elba i al Rin són records de la història. Actualment només uns pocs rius europeus mantenen poblacions d'aquesta espècie: el Loira, el Vístula, el Po, el Daugava al seu pas per Letònia, el Nemunas a Lituània, el tram croata del Sava i el Drava al seu pas per Hongria i Croàcia (ací només en resten 15 parelles i el Fons Mundial per la Natura treballa per la seua protecció). No se'n tenen dades significatives de la seua presència al riu Tajo ni al Danubi inferior.